# Kim Gye-jong
Kim Gye-jong (* 27. Juli 1956) ist ein nordkoreanischer Bogenschütze.
Kim nahm an den Olympischen Spielen 1980 in Moskau teil und beendete den Wettbewerb auf Rang 22.